# Lycosa longivulva
Lycosa longivulva este o specie de păianjeni din genul Lycosa, familia Lycosidae, descrisă de F. O. P.-cambridge în anul 1902.
Este endemică în Guatemala. Conform Catalogue of Life specia Lycosa longivulva nu are subspecii cunoscute.